# Bătălia de la Peleliu
Bătălia de la Peleliu, cunoscută sub numele de cod Operation Stalemate II, s-a desfășurat pe insula Peleliu între forțele Statelor Unite ale Americii și Imperiului Japonez pe durata campaniei în Insulele Mariane și Palau, din septembrie până în noiembrie 1944. 
Pușcașii marini din Prima Divizie Marină și ulterior, soldații diviziei de infanterie 81, au luptat cu japonezii până au capturat pista de aterizare  de pe insula mică de corali. Bătălia a fost parte a operațiunii de ofensivă Forager, care a debutat în iunie 1944 și s-a încheiat în noiembrie 1944 pe frontul din Pacific.
Generalul-maior William Rupertus, comandantul primei divizii marine, a prevăzut că insula ar trebui securizată în patru zile. Totuși, după numeroase înfrângeri suferite în campaniile anterioare, japonezii au dezvoltat noi tactici defensive, fortificând insula, ceea ce a dus la extinderea luptei cu două luni. Pentru SUA a fost o bătălie controversată și dură, căci se punea în discuție valoarea strategică a insulei și pierderile mari, ceea ce i-a determinat pe militarii americani să ducă una dintre cele mai ambițioase operațiuni-amfibie în Pacific.

## Preludiu

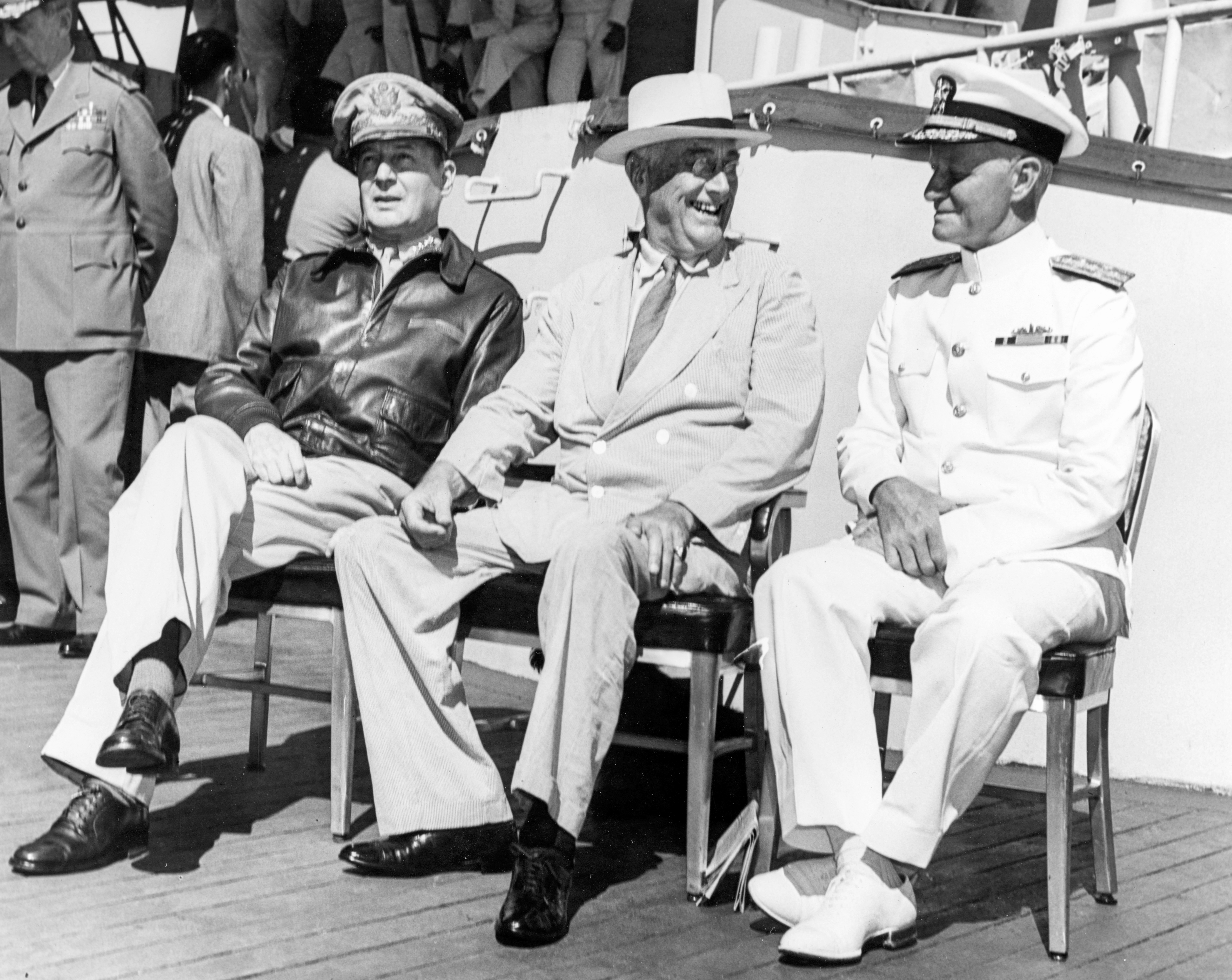
MacArthur la întâlnire cu președintele Roosevelt și amiralul Nimitz

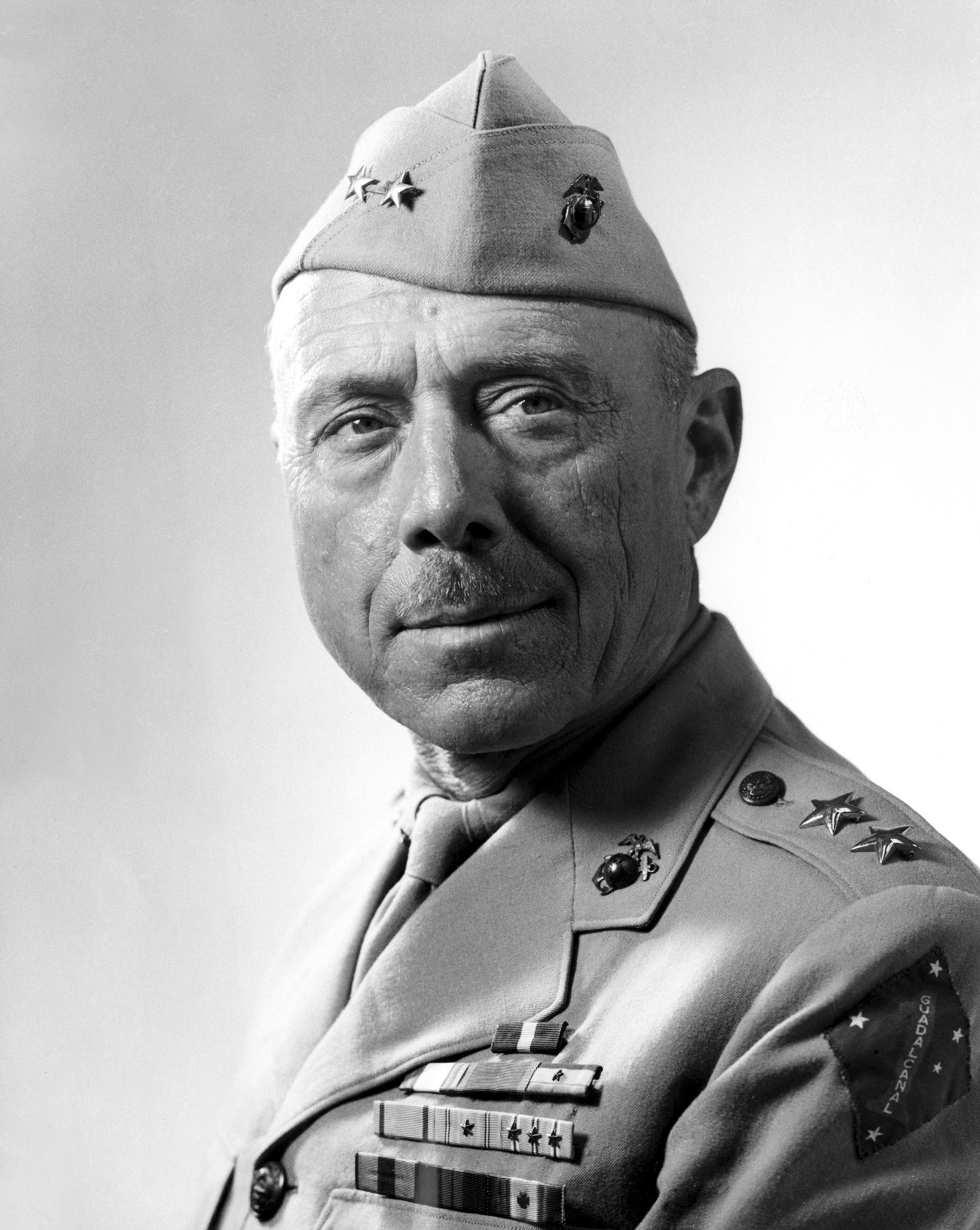
William H. Rupertus-comandantul operațiunii Stalemate II

În 1944, victoriile purtate de americani în Pacificul central și sud-vestic i-au adus mai aproape de Japonia, americanii fiind capabili să bombardeze insulele japoneze principale din bazele aeriene securizate în timpul campaniei dus în Insulele Mariana în iunie-august 1944.
Au existat dispute între comandați privind strategiile aplicate:  Generalul Douglas MacArthur propunea să recaptureze Filipinele, apoi să captureze Insula Okinawa și să atace teritoriul japonez, iar amiralul Chester Nimitz favoriza o strategie directă prin traversarea Filipinelor, dar capturând Okinawa și Taiwan ca zone strategice pentru a ataca Japonia, urmată de o invazie generală a insulelor sudice ale Japoniei. Ambele strategii includeau invazia insulei Peleliu.
Prima divizie marină a fost aleasă pentru a duce asaltul. Președintele Franklin Delano Roosevelt a călătorit la Pearl Harbour personal ca să-i întâlnească pe comandanți și să le asculte argumentele. A fost aleasă strategia generalului MacArthur. Totuși, înainte ca MacArthur să preia Filipinele, trebuiau neutralizate prioritar insulele Palau, în special Peleliu și Angaur, spre a proteja flancul drept al lui MacArthur.

## Pregătirile

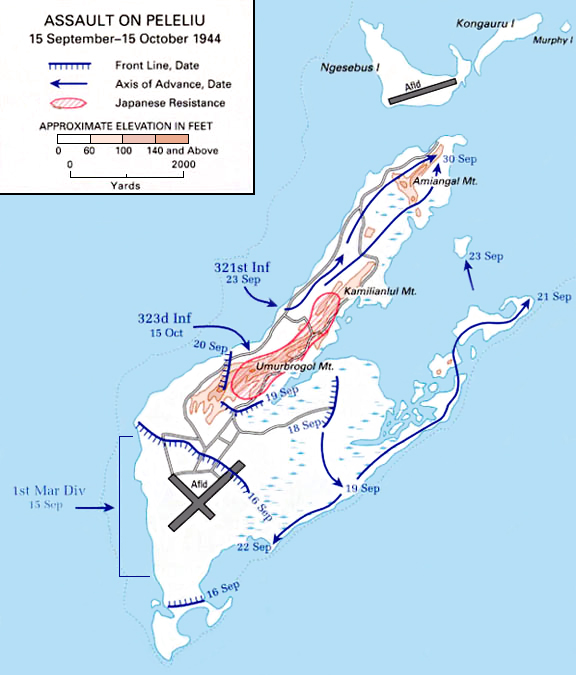
Rutele debarcării aliaților pe insula Peleliu, 15 septembrie 1944

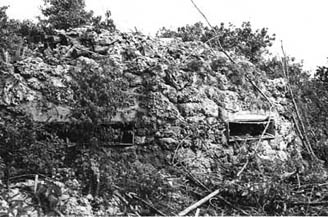
Fortificațiile japoneze

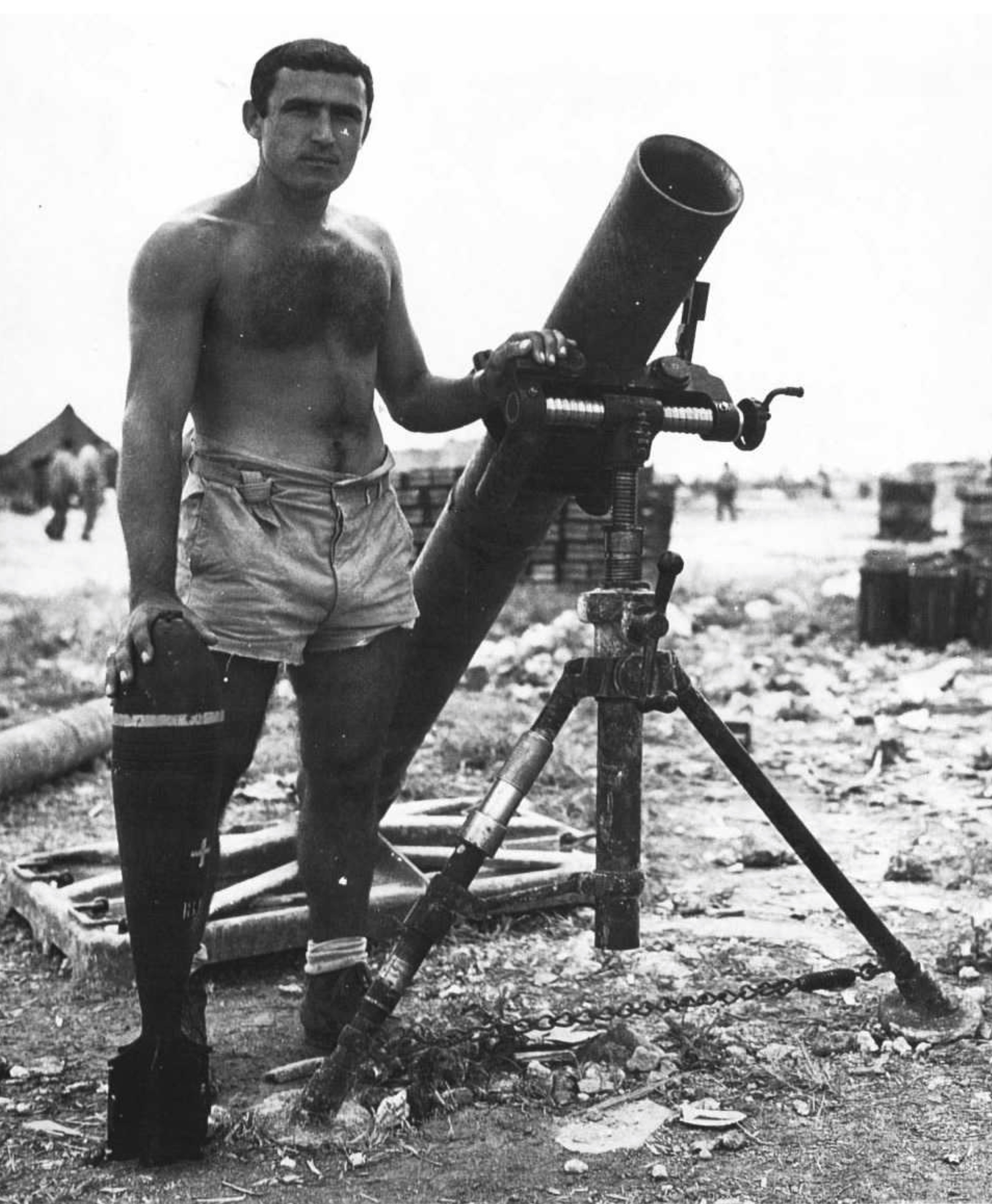
Mortar japonez de 141 mm gasit la Peleliu

În 1944, insula Peleliu era ocupată de 11 000 de japonezi al diviziei de infanterie 14 alături de muncitori okinaweni și coreeni. Colonelul Kunio Nakawa, comandantul regimentului diviziei 2, a condus pregătirile pentru apărarea insulei.
După ce au pierdut Insulele Solomon, Insulele Glibert , Insulele Marshall, Insulele Mariane, Armata Imperială a adunat o echipă de cercetători  pentru a dezvolta noi tactici de apărare. Au ales să abandoneze vechea strategie de a opri inamicul pe plajă. Noile strategii includeau perturbarea debarcării și a înaintării forțelor inamice în interiorul insulei.  Colonelul Nakawa a folosit terenul dur în avantajul său, construind un sistem de buncăre fortificate, peșterile și pozițiile subterane, toate interconectate într-un sistem de tip "stup".  Vechiul atac "banzai" a fost abandonat căci ducea la irosirea personalului de luptă, fiind ineficient. Aceste schimbări i-au determinat pe americani să contribuie cu mai multe resurse.
Sistemul defensiv al lui Nakawa a fost amplasat în cel mai înalt punct al insulei, Muntele Umurbrogol, alcătuit din dealuri și stepe localizate în centrul insulei Peleliu cu 500 de peșteri din granit interconectate de tuneluri, fiind folosite anterior că mine.  Inginerii au adăugat uși blindate cu deschideri multiple pentru folosirea artileriei și mitralierelor. Intrările peșterilor au fost întărite pentru a rezistă grenadelor și lansatoarelor de flăcări.  Datorită poziționării și a tunelurilor, japonezii puteau să-și evacueze și să-și reocupe pozițiile oricând era nevoie.
Japonezii erau înarmați cu mortare de 81-150 mm, cu tunuri anti-aeriene de 20 mm,dispunând și de o unitate de tancuri ușoare și detașamente anti-aeriene, precum și de un relief avantajos.
Gropile erau folosite pentru a adăposti tunuri și mitraliere, iar pe plaje au fost amplasate sute de obstacole pentru a crește dificultatea infiltrării inamice, precum mine și proiectile explozive îngropate.   Un batalion a fost amplasat de-a lungul plajei pentru a respinge debarcarea și a întârzia avansul american în insulă.

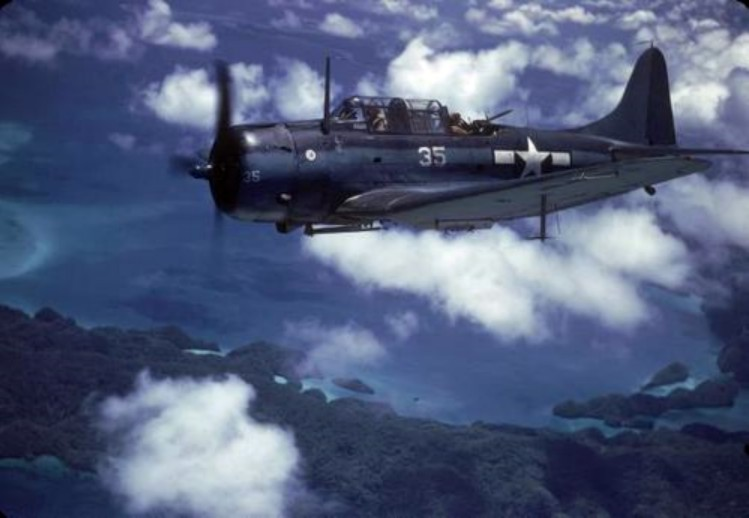
Douglas SBD-5 survolând Peleliu în 1944

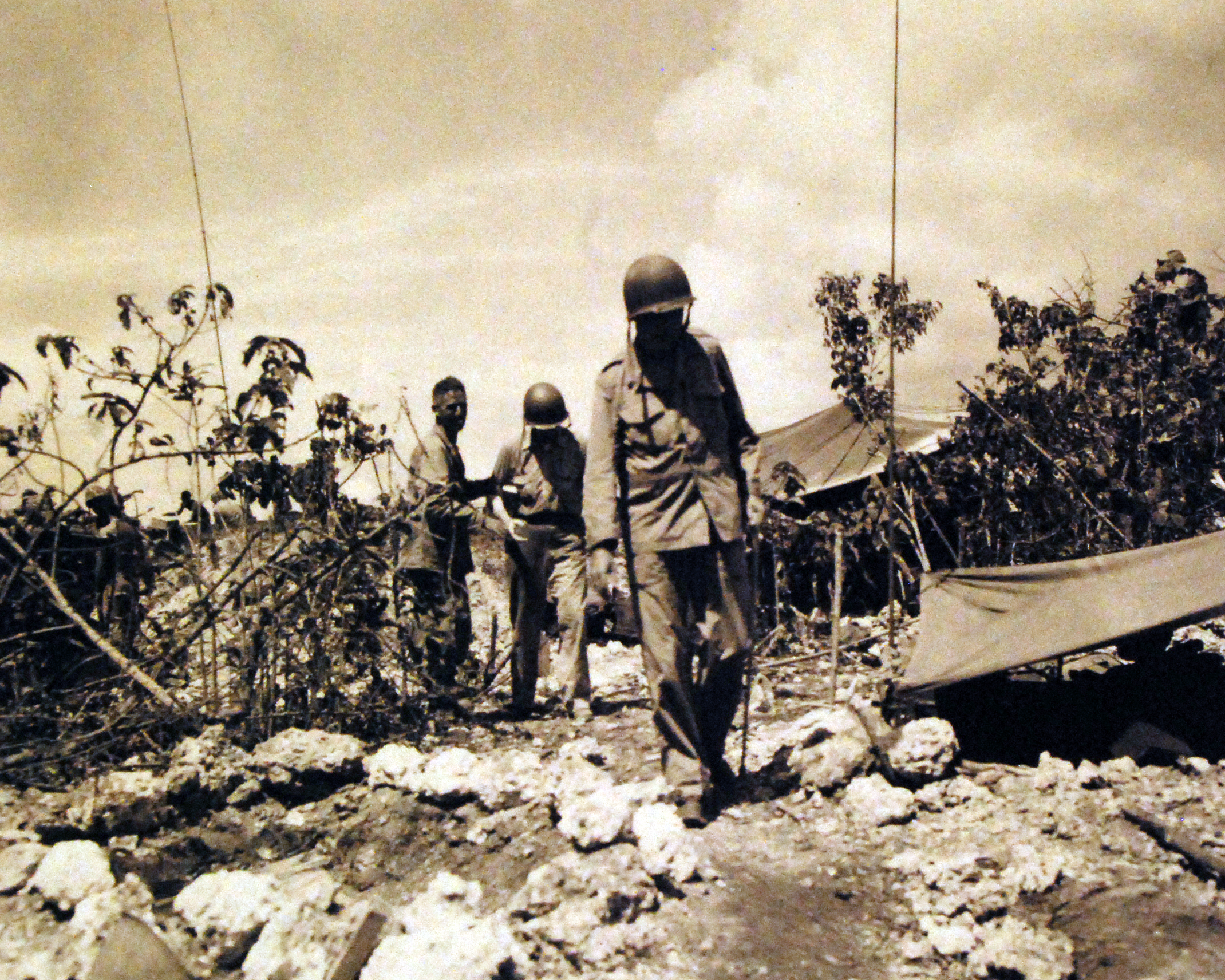
Generalul Rupertus inspectând câmpul de luptă al insulei

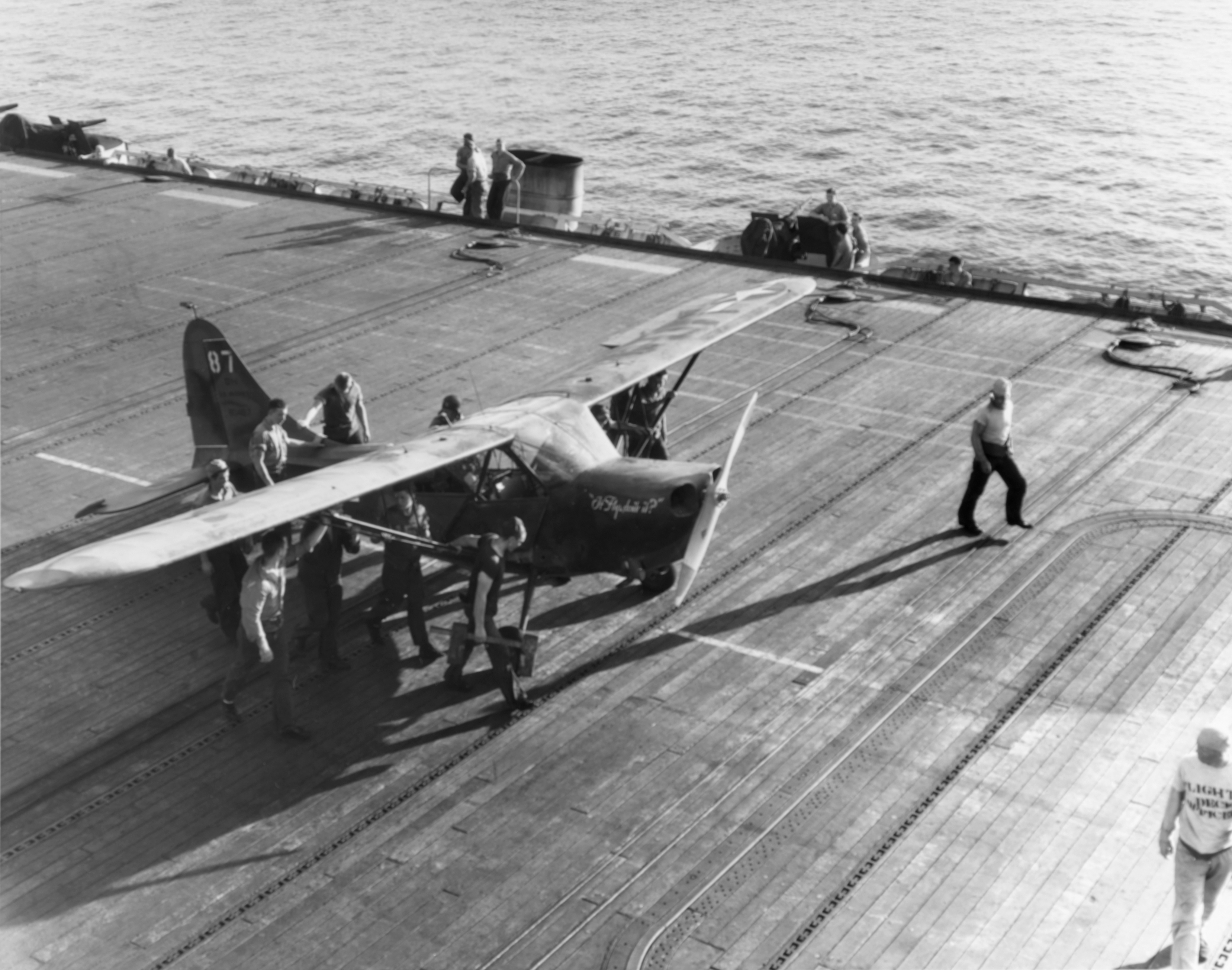
Stinson OY-1 la bordul portavionului USS Petrof Bay (CVE-80)

Spre deosebire de japonezi, americanii nu și-au schimbat planul privind debarcările amfibii, chiar și după ce au pierdut 3000 de soldați și după ce au întârziat două luni în a-i învinge pe japonezi la Biak. La Peleliu, americanii plănuiau alegerea locului debarcării pe plajele sud-vestice în proximitatea aeroportului din sudul insulei. Primul Regiment Marin, comandat de Colonelul Lewis B.Puller, avea să-și debarce forțele pe plajele nordice. Cel de-al cincilea regiment marin, condus de Colonelul Harold D.Harris, avea să debarce în centru, iar  cel de-al șaptelea regiment  marin, comandat de Colonelul Herman H.Hanneken, avea să debarce în capătul sudic.
Regimentul diviziei de artilerie, pușcași marini din regimentul 11, comandat  de colonelul William H.Harrison, avea să debarce după regimentele de infanterie. Planul era ca regimentele  1 și  7 să între în insulă, apărați de pușcași marini din regimentul  5 pe flancul stâng și cel drept, pentru a le permite să captureze aeroportul localizat în centrul insulei. Regimentele 5 aveau să fie  lăsate pe plajele estice, parcurgând jumătate din insula.  Regimentul 1 avea  să se îndrepte în nord către Umurbrogol, în timp ce Regimentul 7 avea să curețe capătul sudic al insulei de inamici. Un singur batalion a fost lăsat în rezervă, divizia de infanterie 81 pentru a asigura suport din Angaur, la sud de Peleliu. 

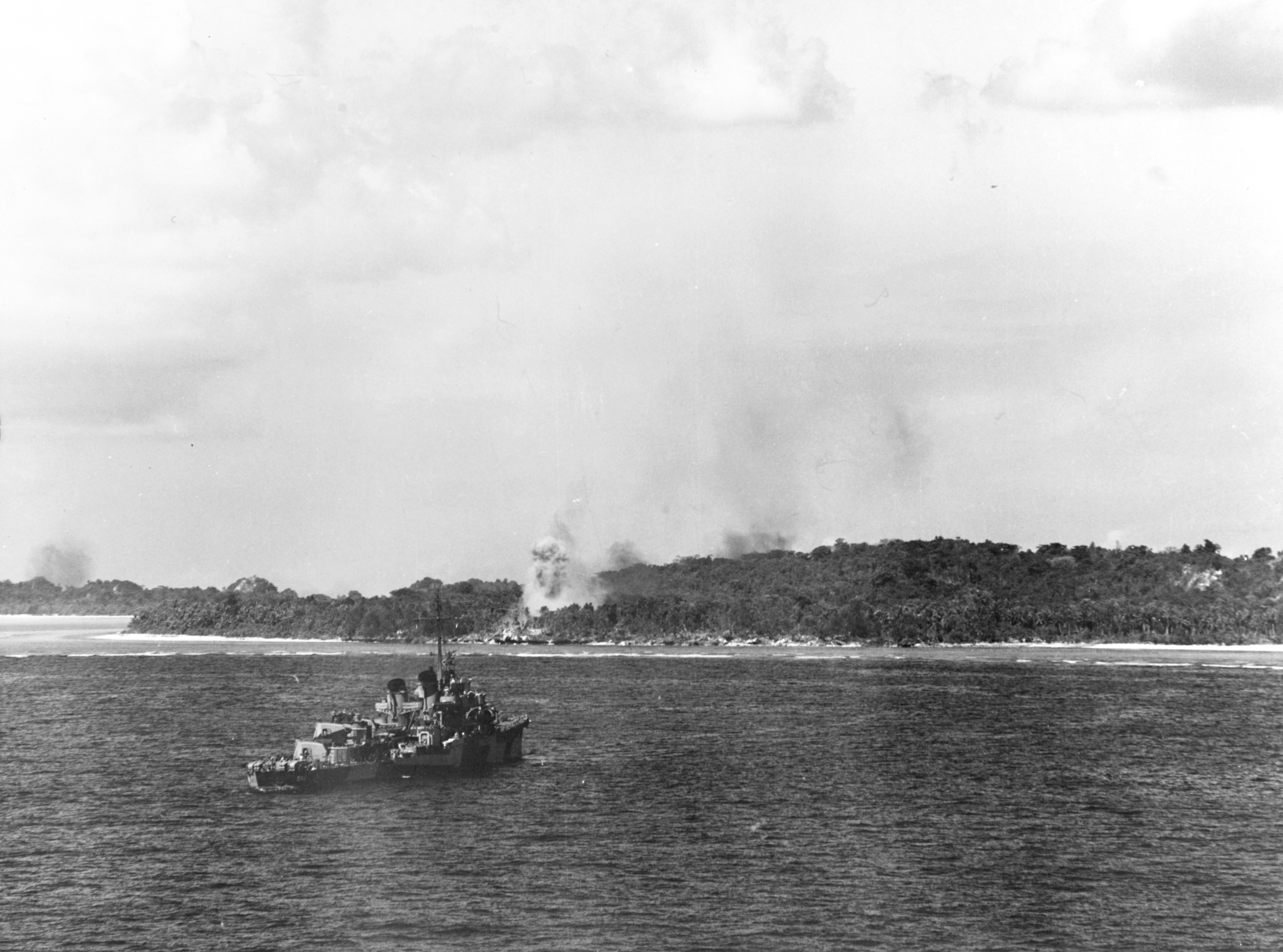
Septembrie 1944: Distrugatorul USS Robinson (DD-562) bombardeaza insula Peleliu cu proiectile de 40 mm înainte de debarcarea primei divizii marine.

Pe 4 septembrie, regimentele amplasate pe vase au navigat 3400 km  în Pacific dinspre stația din Pavuvu, la nord de Guadalcanal, spre Peleliu.  O echipa navală de demolare a fost prima care a curățat plajele de obstacole, mine și proiectile, în timp ce navele de război au început să bombardeze insula Peleliu pe 12 septembrie.
Navele de război Pennsylvania, Maryland, Mississippi, Tennesse și Idaho, crucișătoarele Indianopolis, Louisville, Minneapolis și Portland, distrugătorul USS Robinson, precum și crucisatoarele Cleveland, Denver și Honolulu, coordonate de vasul de comandă USS Mount McKinley, au supus mica insula de 16 km² în trei zile de bombardament intens, însoțite de loviturile aeriene dinspre  cele opt portavioane.  Un total de 519 runde cu  proiectile de 410 mm, 1845 de runde cu  14 proiectile c de 360 mm și bombe de 230 kg au fost lansate pe durata perioadei. 
Americanii au considerat că bombardamentul a avut succes.  În realitate, multe dintre pozițiile japoneze erau neatinse.  Apărătorii insulei evitau să-și arate pozițiile. Bombardamentul a fost efectuat pentru a distruge apărarea anti-aeriană a insulei, dar japonezii au rămas în pozițiile fortificate, pregătiți să-i confrunte pe americani.

## Bătălia

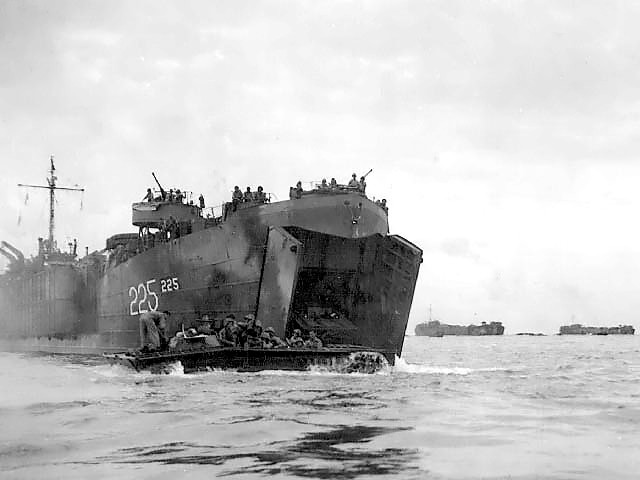
Vehiculele amfibii ies de la bordul navelor pentru a debarca pe țărmul insulei Peleliu

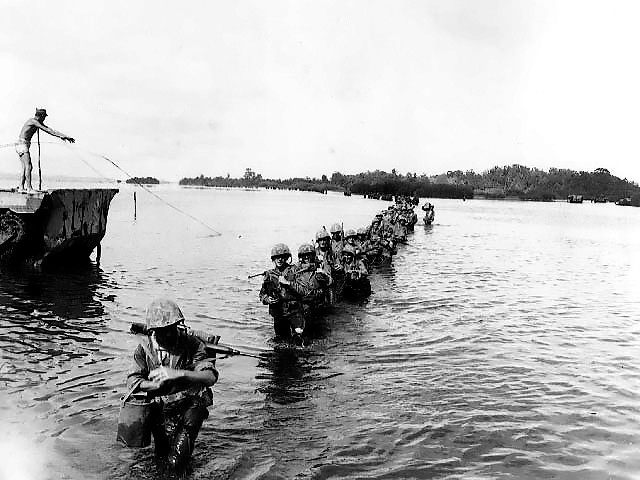
Pușcașii marini debarcând pe țărmurile insulei Peleliu

Pușcașii marini aflați de-a lungul plajei pe durata luptelor

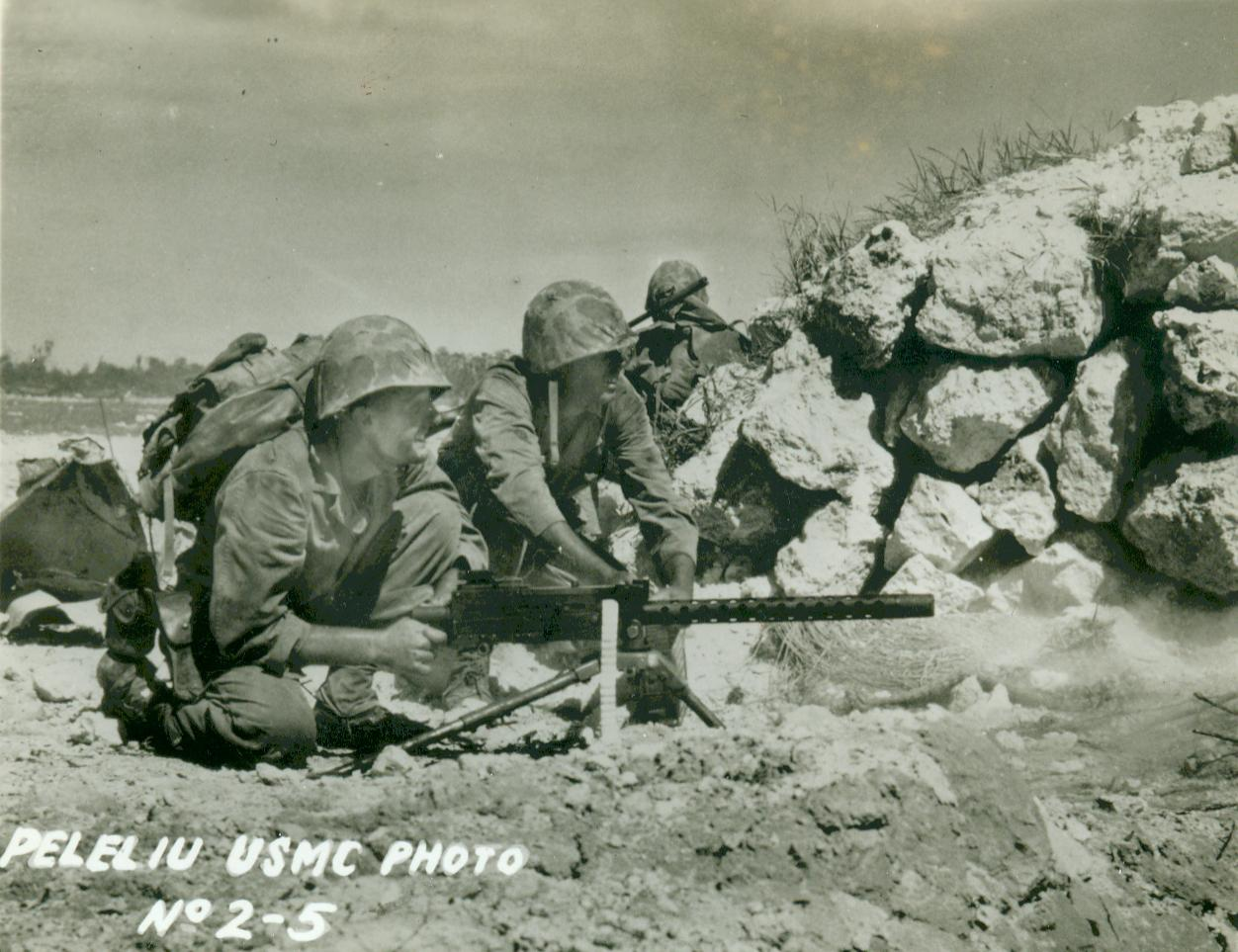
Pușcași marini tragand cu mitraliera

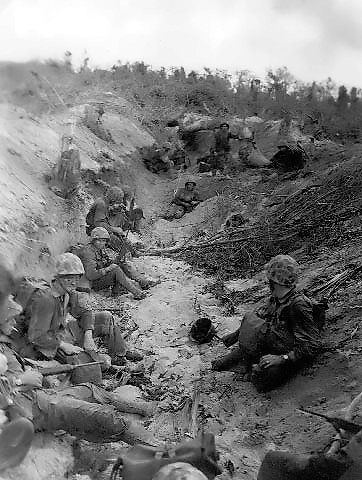
Pușcași marini amplasați pe Orange Beach 2

Pușcașii marini americani au debarcat pe insula Peleliu la ora 08:32, pe 15 septembrie. Puscasii marini din divizia 1 au debarcat la nord de "White Beach 1 & 2, iar diviziile 5 și 7 au debarcat în centru și sud, pe "Orange Beach 1, 2 & 3.  La celelalte zone de debarcare de pe plaje,  puscasii marini au fost copleșiți de focurile japonezilor ce dispuneau de tunuri și mitraliere și artileria japoneză. La ora 09:30, japonezii au distrus 60 de vehicule de debarcare terestră LTV și camioanele amfibii. 
Puscasii marini din divizia 1 au fost copleșiți de focurile japonezilor trase din flancul stâng și de la înălțime.  Colonelul Chesty Puller abia ce a putut scăpa cu viață când artileria japoneză a lovit în LTV-ul din care a debarcat. Comunicațiile secției au fost distruse de proiectilele japoneze. Puscasii marini din divizia 7 au înfruntat aglomerata plajă Orange 3, plină de obstacole naturale și artificiale. 
Puscasii marini din divizia 5 au avansat cel mai mult în prima zi, acoperiți de crânguri de cocotieri. Au inantat spre aerodrom , dar au contracarat forțele lui Nakawa și tancurile acestuia ce i-au împins înapoi. Dar puscasii marini s-au întors cu ajutorul tancurilor, obuzierilor, tunurilor navale și bombardierelor. Tancurile lui Nakawa ce îi escortau infanteria au fost rapid distruse. 

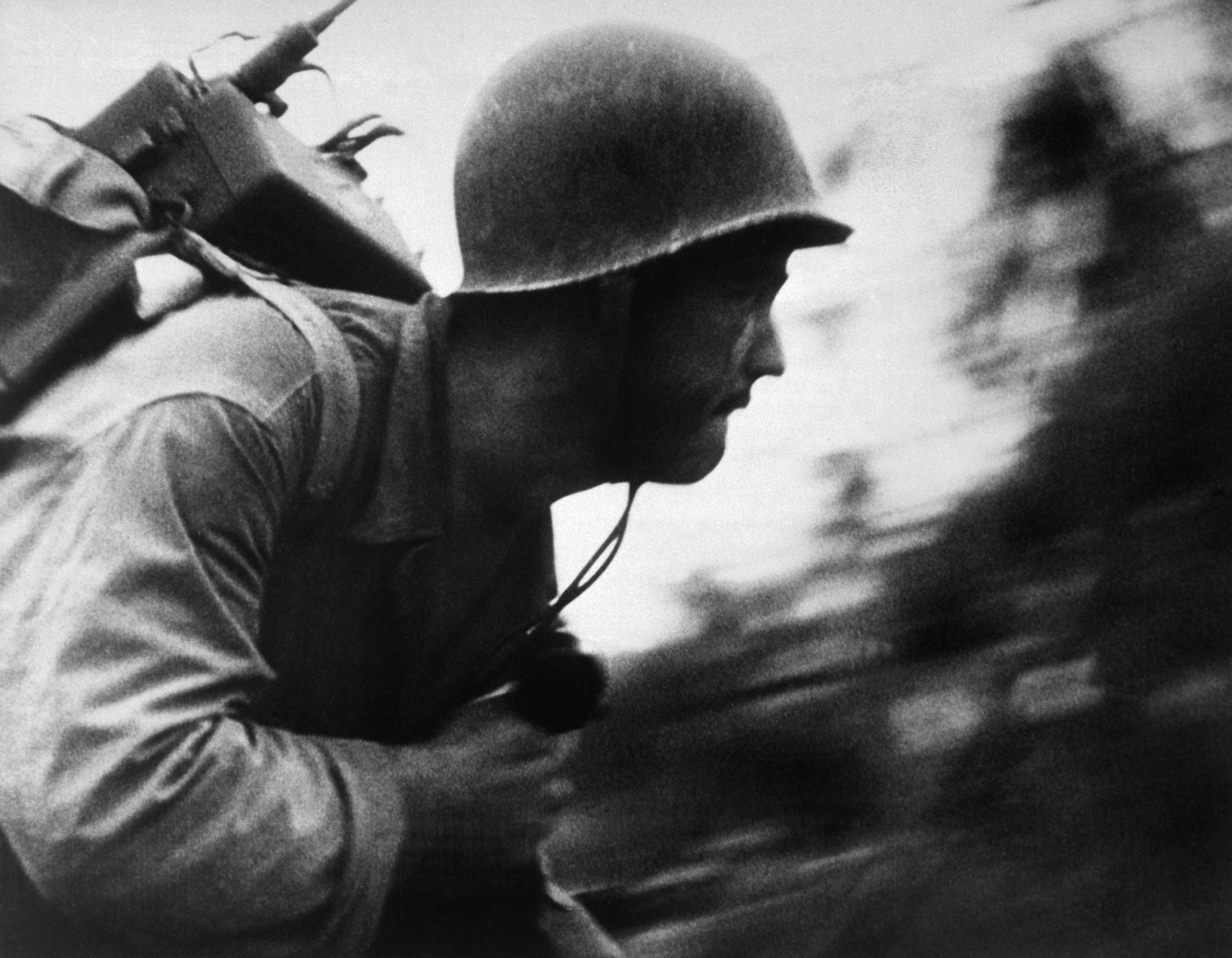
Puscas marin echipat cu radio

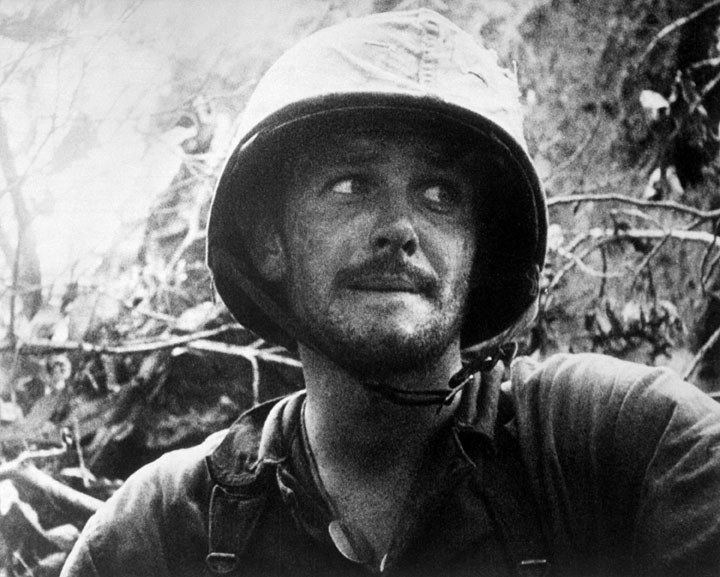
Pușcaș marin aflat la Peleliu

File:Wounded Marine on Peleliu.jpg|thumb|Un pușcaș marin îl îngrijește pe un altul ranit]]
La sfârșitul primei zile, americanii au ocupat o porțiune de 3,2 km, divizia 1 înaintând spre sud   1,6 km  intampinand rezistență. 200 de pușcăși marini au fost uciși is alți 900 au fost răniți.  Rupertus a rămas de neclintit în privința schimbării tacticii, considerând că japonezii vor fi rapid nimiciți după ce perimetrul lor a fost răpus.
divizia 7 nu avea destui oameni pentru a menține linia și pentru a adăposti răniții.  Trei oameni au fost trimiși să caute ajutor și au venit cu două unități, regimentul 16 de câmp și batalionul special Seabees 17 pentru a cară soldații răniți și a îngropa morții și să aprovizioneze trupele. La ora 02:00 noaptea, japonezii au efectuat un nou contraatac.  Întreg divizia 17 s-a oferit voluntar să aprovizioneze trupele cu muniție, să transporte răniții și să îngroape morții sub focurile tunurilor japoneze.
Generatul Rupertus a trimis trei scrisori în care își felicita cele două companii de pușcăși marini și batalionul  Seabees.

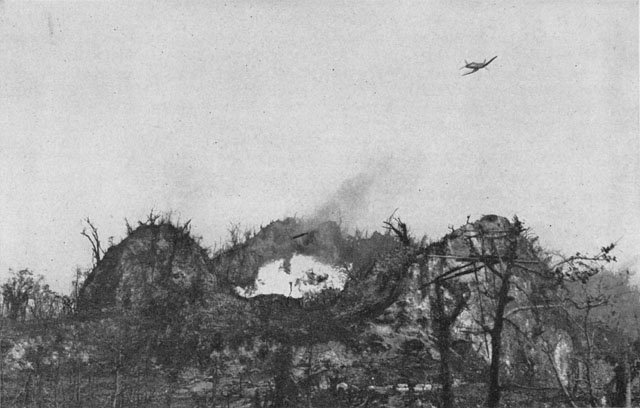
Un avion de vanatoare bombardeaza cu napalm pozitiile japoneze alcatuite din buncare

A două zi, divizia 5 s-a deplasat să captureze aerodromul și să înainteze spre țărmul estic. Au alergat pe parcurs sub focurile artileriei grele japoneze dinspre înălțimi, suferind pierderi grele. După ce au captruat aerodromul, au avansat rapid spre capătul estic al insulei, lăsând apărătorii din sudul insulei să fie distruși de divizia 7.
Zona a fost disputată de japonezi ce ocupau numeroase cazemate. Temperaturile ajungeau la 46 grade Celsius, iar puscasii marini sufereau mari pierderi din cauza căldurii. Situația s-a complicat când  apă puscasilor marinari a fost distribuită în butoaie petroliere goale, contaminând apă cu reziduurile de ulei.   Totuși, în a opta zi, diviziile 5 și 7 își îndepliniseră obiectivele, menținând aerodromul și partea de sud a insulei sub ocupație, deși aerodromul a rămas sub amenințarea unui atac japonez susținut de la înălțimile Muntelui Umurbogol până la sfârșitul bătăliei.   were around

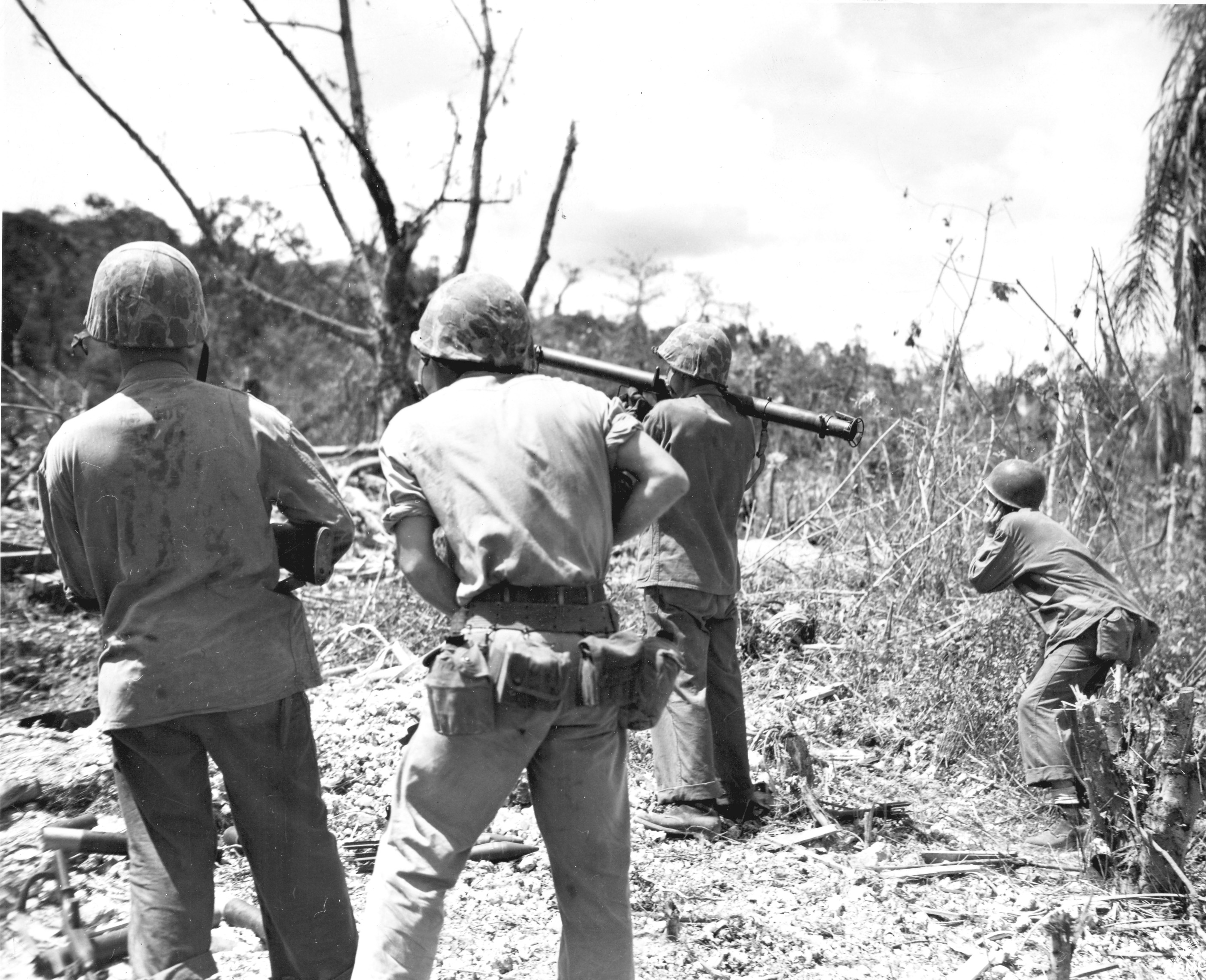
Puscas marin folosind Bazooka

Forțele americane au pus aerodromul în folosință în a treia zi.  Avioanele de recunoaștere  L-2 Grasshoppers au fost lansate în aer pentru a oferi suport artileriei și forțelor navale americane.  Pe 26 septembrie,  avioanele de vânătoare americane Marine F4U Corsairs dinnspre VMF-114 au aterizat pe aerodrom. Avioanele au lansat bombe asupra pozițiilor inamice, inclusiv asupra peșterilor pentru că trupele de infanterie să poată întră în acestea. Apoi au lansat napalm ce s-a dovedit folositor,  incinerand vegetația ce ascundea gropile cu ocupanții japonezi, arzandu-i și pe aceștia. 
Timpul de zbor de la decolare până la atingerea țintei pentru avioanele de vânătoare ce aveau baza la aerodromul din Peleliu era scurt - 10-15 secunde. 
Fortărețele de la capătul țărmurilor sudice (a.k.a. "The Point") au continuat să producă pierderi grele trupelor americane care pătrundeau sub focurile tunurilor anti-tanc și mitralierelor japoneze.  Puller i-a ordonat căpitanului George P.Hunt, comandantul companiei K, al batalionului 3 și diviziei 1, să captureze poziția.  
Compania lui Hurt s-a apropiat de "Punctul central", având însă trupele în scădere datorită pierderilor de soldați,  și a proviziilor și munițiilor reduse. Platonul al doilea al lui Hunt a fost fixat într-o tranșee anti-tanc dintre fortificații. Restul companiei a fost periclitată când japonezii au făcut o groapă în linia acestora, înconjurând compania americană și lăsând-o cu flancul drept expus. 
Dar platonul a început să acapareze pozițiile japoneze, una după una, folosind grenade cu fum pentru acoperire.Folosindu-le, platonul a putut întră în fiecare groapă, anihilând ocupanții japonezi cu puști dotate cu grenade , mitraliere și în lupte corp la corp. 
După ce au ocupat șase poziții, puscasii marini au înfruntat focurile trase de tunul de 47 mm aflat în peștera. Un locotenent a aruncat însă o grenadă cu fum, incetosand vizibilitatea artileristului japonez, ceea ce i-a permis caporalului Henry W. Hahn să lanseze o grenadă deasupra intrării peșterii.  Grenadă a detonat proiectilele de 47 mm, fortandu-i pe ocupanți a căror trupuri erau arse să iasă din peștera.  Puscasii marini au fost poziționați pe flancul peșterii pentru a-i împușcă pe soldații japonezi.   
Compania K a capturat "Punctul central" , dar forțele lui Nakagawa au contracarat, urmând ciocniri sângeroase în următoarele 30 de ore,  puscasii marini americani având proviziile reduse, rămași fără apă și  înconjurați. Avea ușa lupte corp la corp cu atacatorii japonezi. Dar intaririle au sosit, compania respingându-i pe japonezi cu succes, însă fiind redusă la 18 soldați. 157 de soldați americani au fost uciși în lupta pentru "Punctul Central".  Hunt și Hahn au fost decorați cu Crucea Năvală pentru acțiunile acestora.  

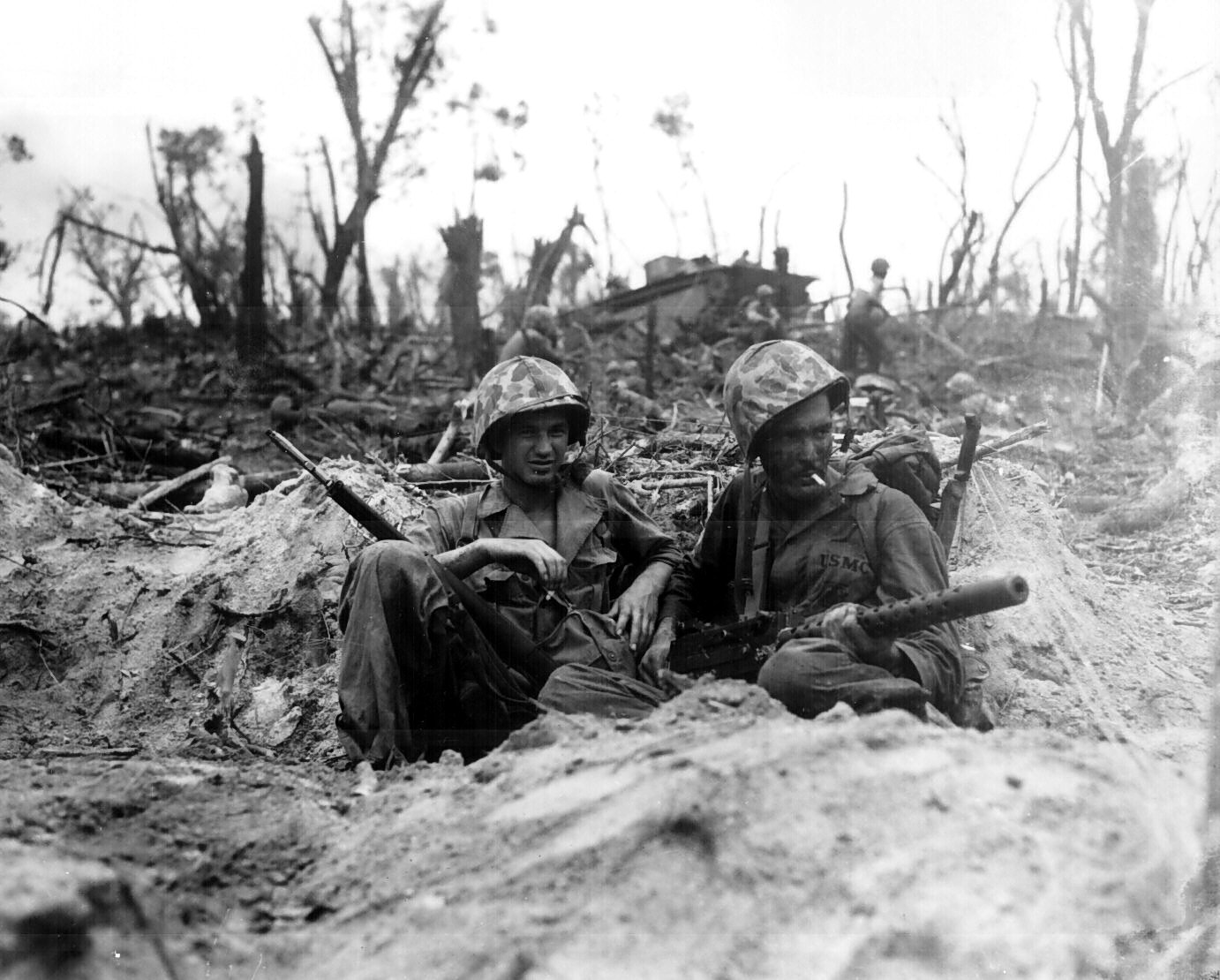
Doi puscasi marini se odihnesc

Divizia 5 care a  securizat aerodromul a fost trimis să captureze insula Ngesebus, la nord de Peleliu, ocupată de artileria japoneză împrăștiată pe multe poziții și de un sit de aerodrom aflat în construcție. Insula era conectată de Peleliu printr-un drum pietruit, dar comandantul diviziei 5, Harris, a optat să facă o debarcare de la o plajă la altă, știind că drumul pietruit era de fapt o capcană a ocupanților japonezi. 
Harris a coordonat un pre-bombardament asupra insulei pe 28 septembrie, desfășurate de tunuri navale, obuzierele diziei 11, bombele avioanelor de vânătoare, ucigând cea mai mare parte a apărătorilor japonezi. Dar puscasii marini au întâmpinat încă destulă rezistență de-a lungul înălțimilor și peșterilor, însă pierderile au fost mici, iar insula a fost rapid eliberată. 15 americani au fost uciși și alți 33 au fost răniți, în vreme ce japonezii au pierdut 470 de-ai lor. 
```
După capturarea "Punctului", divizia 1 s-a mutat spre Umurbrogol cunoscut ca "Bloody Nose Ridge".  Puller și-a condus oamenii în numeroase asalturi, dar la fiecare rezultau mari pierderi pentru americani. Divizia 1 a fost copleșitǎ în drumurile întretăiate dintre înălțimi, fiecare fortificație suportând-o pe cealaltă cu focuri mortale simultane, japonezii demonstrându-și disciplină, lovind doar pentru a provoca numeroase pierderi inamicului.  
```

Pe măsură ce provocau alte noi victime, lunetiștii japonezi au început să țintească purtătorii de targă, știind că, dacă doi purtători de targă au fost răniți sau uciși, mai mulți ar trebui să se întoarcă și să-i înlocuiască, iar lunetiștii puteau să nimicească din ce în ce mai mulți marini. Japonezii s-au infiltrat pe  liniile americane noaptea pentru a-i atacă  pe puscasii marini  în gropile lor de luptă.  Puscasii marini au construit gropi de luptă pentru două persoane, astfel încât unu  să poată dormi, în timp ce celălalt să vegheze posibile infiltrații.
Bătălia sângeroasă a fost dusă la Bloody Nose de regiemntul 1, aflat sub comandă maiorului Raymond Davis ce a atacat înălțimea 100.  După șase zile de lupte, batalionul a pierdut 71% din personalul de lupta. Căpitanul Everett Pope și compania să au penetrat înălțimile, ceea ce a dus la ocuparea înălțimii 10 de către acesta și cei 90 de oameni rămași după o zi terifiantă de lupte sângeroase  pentru a atinge creastă înălțimii. 
Blocați la baza, căpitanul Pope a amplasat un perimetru defensiv mic, fiind atacat constant de japonezi pe durata nopții. Puscasii marini rămâneau fără muniție și aveau să se bată cu inamicii cu cuțite și pumni, inclusiv să arunce cu pietre și cutiile goale către japonezi. Pope și oamenii săi au manageriat situația mențînând poziția până la răsărit, că apoi să o evacueze, lăsând  nouă oameni ai săi să o păzească.  Pope a primit medalia de onoare pentru acțiunile sale.  
1749 de soldați americani din divizia 1 al lui Puller au fost uciși de japonezi. După șase zile de lupte pentru Umurbrogol, generalul Roy Geiger, comandantul corpurilor amfibii III, a trimis divizia de infanterie 81 la Pepeliu.  Regimentul 321 a debarcat pe țărmul vestic al insulei, la nord de muntele Umurbrogol pe 23 septembrie, incercuindu-l împreună cu regimentyl 7 pe 24 septembrie. 
Pe 15 octombrie, regimentul 7 a pierdut 46% din oamenii săi și generalul Geiger i-a combinat cu regimentul 5. Colonelul Harris a folosit tactici de asediu, folosind buldozere și tancuri cu lansatoare de flăcări pentru a ajunge la nord.  Pe 30 octombrie, divizia de infanterie 81 a preluat comandă asupra insulei după 6 săptămâni. 
Pe 24 noiembrie, Nakagawa a proclamat "Săbiile noastre sunt rupte și sulițele ne sunt consumate".  A ars culorile regimentale și a performat ritualul de suicid. A fost promovat că locotenent general pentru contribuția să la Peleliu. Pe 27 noiembrie, insula a fost declarată securizată după 73 de zile de lupte crâncene. 
Un locotenent japonez a rămas însă cu 26 soldați și 8 marinari în peșterile din Peleliu până pe 22 aprilie 1947, când s-au predat la ordinele amiralului japonez, acesra transmițându-le că războiul s-a încheiat. 

## Urmări

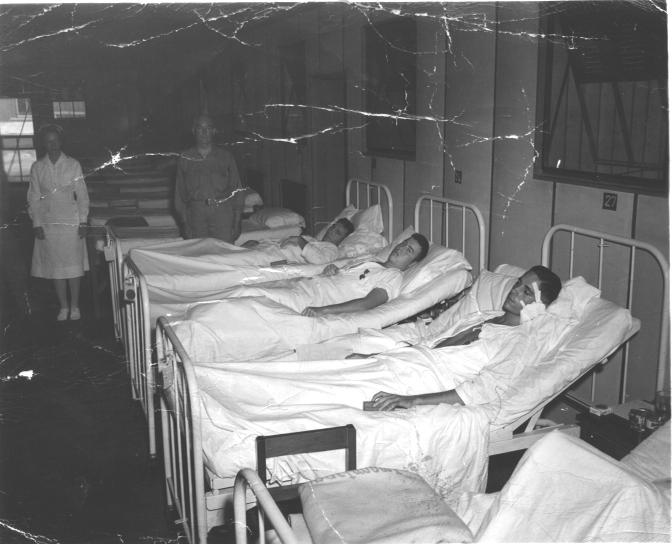
Soldații răniți de pe urma bătăliei de la Peleliu

Preluarea muntelui Umurbrogol de la japonezi a fost cea mai dificilă sarcina pentru americani.  Divizia marina 1 a fost redusă considerabil având 6500 de victime și a rămas în afară acțiunii până la invazia insulei Okinawa de pe 1 aprilie 1945. Divizia de infanterie 81 a avut 3300 de victime. 
Bătălia de la Peleliu a fost una dintre cele mai costisitoare victorii din istoria militară americană: dintre cei aproximativ 28.000 de marini și trupe de infanterie implicate, un total de 40% dintre marinarii și soldații care au luptat pentru insulă au murit sau au fost răniți  aproximativ 9.800 de bărbați. Costul ridicat al bătăliei a fost atribuit mai târziu mai multor factori, printre care se numără supremația tipică a aliaților în eficacitatea bombardamentului naval înainte de debarcare, o înțelegere slabă a terenului unic al lui Peleliu și suprasolicitarea din partea comandanților marini, care au refuzat să-și admită nevoia de sprijin mai devreme la "Bloody Nose Ridge".
Pe de alta parte, capturarea insulei Peleliu a servit drept un mijloc pentru MacArthur în atingerea obiectivului: capturarea Filipinelor si îndreptarea spre insulele japoneze. Lecțiile învățate la Peleliu au oferit de asemenea comandanților și forțelor americane o perspectivă asupra noii strategii japoneze de uzură, pe care le-ar folosi în avantajele lor în luptele ulterioare la Iwo Jima și Okinawa.